# Cavadas de Baixo
Cavadas de Baixo é uma pequena localidade portuguesa da freguesia de Valongo do Vouga, do concelho de Águeda e Distrito de Aveiro.